# HMS Iron Duke (1912)
A HMS Iron Duke a Brit Királyi Haditengerészet egy szuper-dreadnought csatahajója és az Iron Duke hajóosztály első egysége, 1914 és 1916 között a Grand Fleet zászlóshajója volt. Nevét Wellington első hercege, a Vasherceg (Iron Duke) néven is emlegetett Arthur Wellesley tábornok és államférfi után kapta. Az Iron Duke osztály egységei az HMS Iron Duke, az HMS Marlborough, az HMS Emperor of India és az HMS Benbow csatahajók voltak.
A hajó Portsmouthban épült 1912-ben és 1914-ben állt szolgálatba a haditengerészet brit felségvizeket őrző Hazai flottájának (Home fleet) tagjaként. Az első és a második világháborúban is szolgált. Az első világháború során, 1914 és 1916 között a brit Grand Feleet (Nagy Flotta) zászlóshajója volt, 1931-ben az aktív szolgálatból kivonták, majd tüzérségi iskolahajóvá alakították, fegyverzete egy részét és páncélzatát leszerelték, a második világháborúban már csak a Scapa Flow öböl haditengerészeti bázisának védelmében vett részt. Az elavult és a harcok során megrongálódott hajót 1946-ban ócskavasnak adta el a haditengerészet.

## Galéria

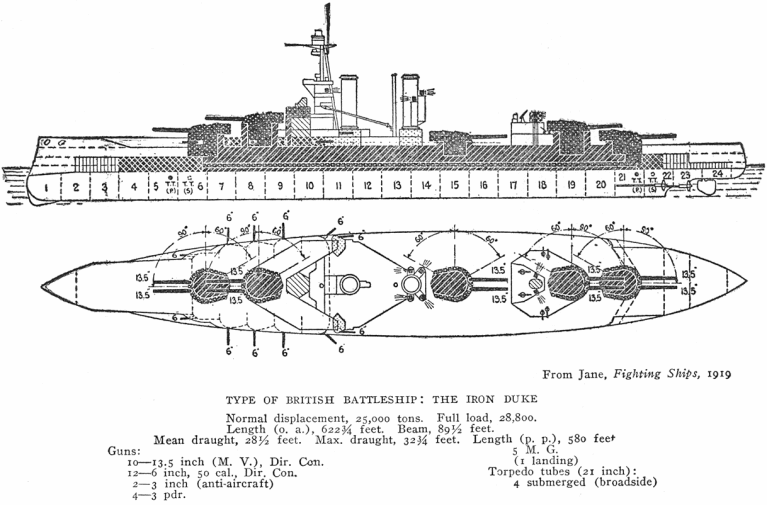
Az Iron Duke osztály jellegrajza a Jane's Fighting Ships haditengerészeti szakkönyv 1919-es kiadásából.
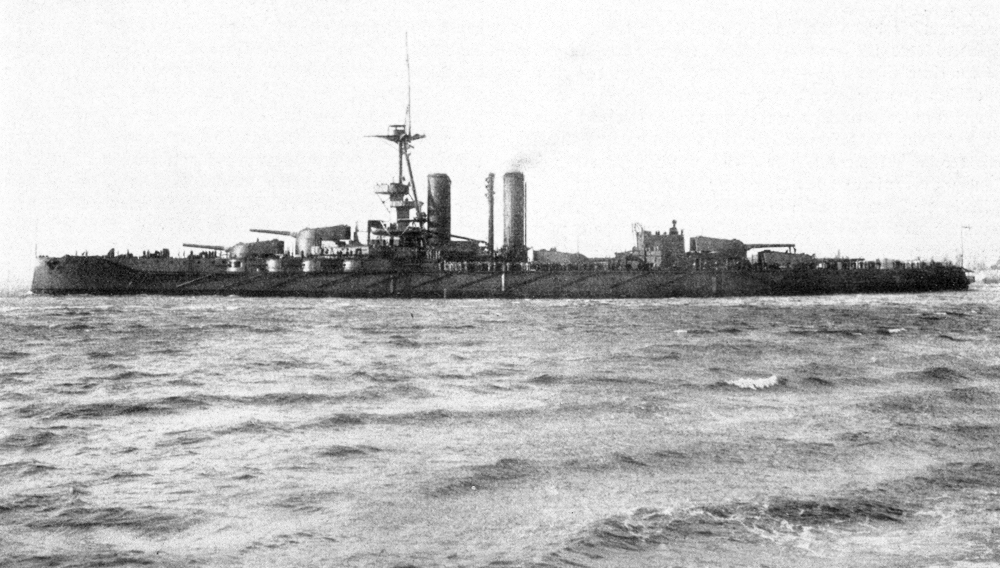
Az HMS Iron Duke brit csatahajó szolgálatba állítása előtt, 1913 novemberében.
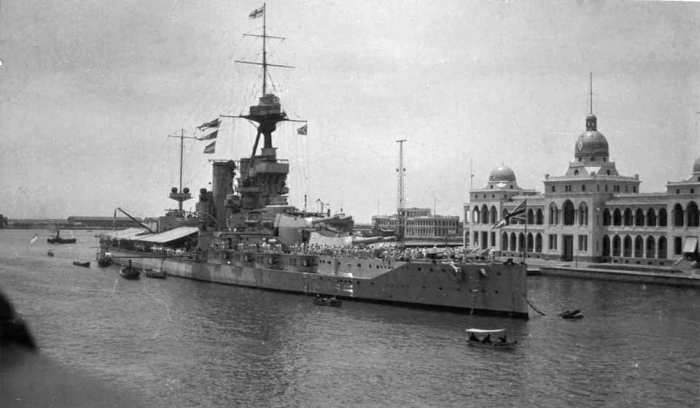
Az HMS Iron Duke brit csatahajó 1921-ben, Port Saidban.

## Fordítás
Ez a szócikk részben vagy egészben  a   HMS Iron Duke (1912) című angol Wikipédia-szócikk ezen változatának fordításán alapul.  Az eredeti cikk szerkesztőit annak laptörténete sorolja fel. Ez a jelzés csupán a megfogalmazás eredetét és a szerzői jogokat jelzi, nem szolgál a cikkben szereplő információk forrásmegjelöléseként.